# Прапор Дубенського району
Пра́пор Ду́бенського  райо́ну був затверджений рішенням сесії районної ради від 14 грудня 2004 року № 194.

## Опис прапора
Прапор району — прямокутне полотнище із співвідношенням сторін 2:3, поділене на три вертикальні рівновеликі поля: синє, малинове, жовте. На синьому полі вміщено три жовтих колоски, два з яких розміщені вгорі, третій — внизу по центру. На малиновому полі вміщено лапчастий білий хрест. На жовтому полі вміщено три зелених дубових листки, два з яких розміщені вгорі, третій — знизу по центру.